# Gare du Grand Tronc (Lewiston)
La gare du Grand Tronc est une ancienne gare ferroviaire aux États-Unis, située à Lewiston dans l'État du Maine.
Ouverte en 1874, c'était une gare de la Compagnie du Grand Tronc. Elle est fermée en 1972 et son bâtiment est officiellement protégé en 1979.

## Histoire
La station de Lewiston, située à l'angle des rues Beech et Lincoln est construite en 1874 par le chemin de fer de Lewiston et Auburn et louée au chemin de fer du Grand Tronc, reliant Lewiston avec le Canadien National. De nombreux immigrants Canadiens sont arrivés dans la région de Lewiston-Auburn par l'intermédiaire de la station, menant à l'édifice qui sera appelée la "Ellis Island" de Lewiston. 

## Patrimoine ferroviaire
Le bâtiment de la gare est ajouté au registre national historique en 1979. Après l'arrêt des services ferroviaires à la gare en 1972, elle s'est trouvée abandonnée pour des décennies, et diverses utilisations du bâtiment ont été proposées. En 2010, le chemin de fer Lewiston et Auburn recevait une bourse du Gouvernement américain (USDA) pour rénover la station de chemin de fer du Grand Tronc.